# روبن ميرفي وليامز
روبن ميرفي وليامز (بالإنجليزية: Robin Murphy Williams)‏ هو عالم اجتماع أمريكي، ولد في 11 أكتوبر 1914 في هيلزبورو في الولايات المتحدة، وتوفي في 3 يونيو 2006 في إرفاين في الولايات المتحدة.